# لوران گاگنیه
لوران گاگنیه (انگلیسی: Laurent Gagnier؛ زادهٔ ۱۲ ژانویهٔ ۱۹۷۹) بازیکن فوتبال اهل فرانسه است.
از باشگاه‌هایی که در آن بازی کرده‌است می‌توان به باشگاه فوتبال پاچوکا، باشگاه فوتبال ستاره سرخ، باشگاه فوتبال نیس، باشگاه ورزشی آمیان، و باشگاه فوتبال سدان اشاره کرد.